# 平山雄一 (音楽評論家)
平山 雄一（ひらやま ゆういち、1953年1月10日 - ）は、日本のポピュラー音楽評論家、俳人。

## 略歴
東京都立川市出身。桐朋高等学校、一橋大学社会学部卒業。学生時代はバンド活動をしており、1978年より音楽評論活動開始。J-POP創成期から音楽シーンに評論家として積極的にコミットし、インタビューやライブ・ウォッチングなどのフィールドワークを行う。『三宅裕司のいかすバンド天国』の初代審査員。また、吉田鴻司に師事した俳人でもある。
小室哲哉とは1980年代初頭に音楽雑誌の編集部で知り合い、出身地が同じだったのもあり、一気に意気投合した。音楽そのものについてはもちろん、戦略・ファン心理・マーケティングシステム等について話し込む時間が多かった。それにより平山は産業的な視点も持つようになった。
hideのソロデビューの際の2枚同時発売シングル「EYES LOVE YOU」「50%&50%」に「LOUD-PRODUCER（hide曰く「うるさいプロデューサー」）」として、1stアルバム「HIDE YOUR FACE」にスーパーバイザーとして関わった。

## 出演番組
- サウンドストリート（NHK-FM）[1]
- FMホットライン（NHK-FM）[1]

## 著書
- 『ロックという自分 Good critic』角川書店 1989
- 『句集 天の扉』牧羊舎 2003
- 『弱虫のロック論 GOOD CRITIC』角川書店 2013
- 『なぜ日本の音楽はマーケティングを誤ったのか 弱虫のロック論 2』KADOKAWA 2016

### 共著
- 『ジェフ・ベック』共著 CBS・ソニー出版 ロック・ギタリスト 1979
- 『リッチー・ブラックモア』共著 CBS・ソニー出版 ロック・ギタリスト 1979
- 『たいした夏 サザンオールスターズ』三浦憲治写真 CBS・ソニー出版 1983

### 翻訳
- マーク・マイケルズ『ビギナーのリズム・ギター』ミュージックセールス アムスコ・ビギナー・シリーズ 1978
- スティーヴ・ターシス『ビギナーのリード・ギター』ミュージックセールス アムスコ・ビギナー・シリーズ 1978
- ディヴィッド・グロス『ビギナーのロック・ベイス』ミュージックセールス アムスコ・ビギナー・シリーズ 1978
- 『アーレン・ロスによるブルース・ギター入門』ミュージックセールス エイコン・ベイシック・シリーズ 1979
- 『エリック・クリスによるブルース・ピアノ入門』ミュージックセールス エイコン・ベイシック・シリーズ 1979
- 『クリストファー・キャムプによるラグタイム・ギター入門』ミュージックセールス エイコン・ベイシック・シリーズ 1979
- 『ジャック・トトルによるフラットマンドリン入門』ミュージックセールス エイコン・ベイシック・シリーズ 1979
- 『ティム・ジャムパーによるバンジョー入門』ミュージックセールス エイコン・ベイシック・シリーズ 1979
- 『ラス・バレンバーグによるブルーグラス・ギター入門』ミュージックセールス エイコン・ベイシック・シリーズ 1979